# ماريوس يوأنو إيليا
ماريوس يوأنو إيليا (مواليد 19 يونيو 1978 في بافوس، قبرص) هو مؤلف موسيقي قبرصي وأستاذ أكاديمي. يشتهر بأعماله السيمفونية متعددة الوسائط، وقد تم تكريمه بعدد من الجوائز الدولية، بما في ذلك جائزة أكاديمية أثينا للموسيقى ووسام الجمهورية القبرصية. قدم أعماله في أماكن مرموقة مثل قصر الموسيقى في فيينا وكنيسة أولم مينستر، وتعاون مع فرق أوركسترا وجوقات من مختلف أنحاء العالم.